# 紐霍普 (喬治亞州保爾丁縣)
紐霍普（英語：New Hope）是位於美國喬治亞州保爾丁縣的一個非建制地區。該地的面積和人口皆未知。

## 地理
紐霍普的座標為33°37′31″N 84°47′21″W / 33.62528°N 84.78917°W，而該地的平均海拔高度為327米（即1073英尺）。